# عقد 710 هـ
عقد 710 هـ هو الفترة بين عام 710 إلى 719 في التقويم الهجري، أي العشر سنوات الثانية من القرن الثامن الهجري.